# Ambrose Hundley Sevier
Ambrose Hundley Sevier (ur. 4 listopada 1801 w Hrabstwie Greene, zm. 31 grudnia 1848 w Little Rock) – amerykański polityk.

## Życiorys
Urodził się 4 listopada 1820 roku na terenie hrabstwa Greene. Po odebraniu podstawowej edukacji, przeniósł się do Missouri, a następnie do Arkansas. W 1821 roku został członkiem legislatury stanowej, podjął studia prawnicze i został przyjęty do palestry. W 1827 roku wygrał wybory uzupełniające do Izby Reprezentantów, mające obsadzić wakat po śmierci swojego kuzyna, Henry’ego Whartona Conwaya. W izbie niższej Kongresu zasiadał do 1836 roku, kiedy to został wybrany do Senatu z ramienia Partii Demokratycznej. W izbie wyższej zasiadał do czasu rezygnacji w 1848 roku, a w grudniu 1845 roku, przez jeden dzień, pełnił funkcję przewodniczącego pro tempore. Zmarł 31 grudnia 1848 w Little Rock.